# La Casa Nova (Llambilles)
La Casa Nova és una masia de Llambilles (Gironès) inclosa a l'Inventari del Patrimoni Arquitectònic de Catalunya.

## Descripció
És una masia de planta rectangular estructurada en tres crugies perpendiculars a la façana i accés central. Pertany al tipus basilical. Parets estructurals de pedra morterada, arrebossada i pintada a la façana, deixant vistos els carreus de les cantonades i els que emmarquen les obertures. La planta baixa i el primer pis tenen els sostres amb cairats. La planta superior de la crugia central es desenvolupa actualment en un doble espai, probablement degut a la supressió del forjat. La coberta és de teula a dues vessants i el ràfec de la façana principal és de filera doble format per rajols plans i teula girada. La llinda de la porta principal, així com les altres obertures estan fetes amb una sola peça de pedra. Hi ha hagut posteriors addicions de cossos per la part posterior.
A la llinda de la porta principal hi ha la inscripció "Salbi Sitjas me lo any 1793".